# Ray Mosca
Raymond „Ray“ Mosca Jr. (* 26. Juli 1932 in New York City; † 12. Juni 2024) war ein US-amerikanischer Jazzmusiker (Schlagzeug).
Mosca arbeitete im Laufe seiner Karriere u. a. mit Cy Coleman, Oscar Pettiford, Mary Lou Williams, Aaron Bell, Lennie Tristano, George Wallington, Hampton Hawes, Dave Carey, Freddie Gambrell, George Shearing, Billy Taylor, Rolf Kühn, Monty Alexander, Carmen Leggio, Chet Baker, Dave McKenna, Bobby Hackett, Earl Hines, Louis Smith, Dorothy Donegan, Nabil Totah, Doc Cheatham, Ray Alexander, Stephanie Nakasian, Hal Schaefer, Gray Sargent, Arvell Shaw und Flip Phillips. Im Bereich des Jazz war er laut Tom Lord zwischen 1953 und 2013 an 60 Aufnahmesessions beteiligt, zuletzt mit Mike Longo. Zu sehen ist er in dem Dokumentarfilm Jazz an einem Sommerabend (1960) und in der Sendereihe Art Ford’s Greenwich Village Party. In seinen späteren Jahren trat er noch im Regency Jazz Club in Glen Cove, New York, mit Marty Napoleon und Bill Crow auf.